# Amfibiebiller
Scirtidae er en familie af biller (Coleoptera). Disse biller omtales almindeligvis som amfibiebiller, da larverne typisk er forbundet med stillestående vand, men også kan findes i strømmende vand. Voksne biller spiser døde plantedele nær vandkanten. Mere end anslået 600 arter er kendt på verdensplan, fordelt på mindst 60 slægter.

## Slægter og arter i Danmark
Slægter og arter tilhørende familien Scirtidae fundet i Danmark:
Contacyphon Des Gozis, 1886 (tidligere Cyphon)
- Contacyphon coarctatus (Paykull, 1799)
- Contacyphon hilaris (Nyholm, 1944)
- Contacyphon laevipennis  (Tournier, 1868) (Cyphon phragmiteticola)
- Contacyphon ochraceus (Stephens, 1830)
- Contacyphon padi (Linnaeus, 1758)
- Contacyphon pubescens  (Fabricius, 1792)
- Contacyphon variabilis (Thunberg, 1785)

Elodes Latreille, 1796
- Lys bækbille (Elodes minuta) (Linnaeus, 1767)[4]

Microcara Thomson, 1859
- Stor sumpbille (Microcara testacea) (Linnaeus, 1767)[5]

Odeles Klausnitzer, 2004
- Odeles marginata (Fabricius, 1798)

Prionocyphon Redtenbacher, 1858
- Prionocyphon serricornis (Müller, 1821

Scirtes Illiger, 1807
- Scirtes hemisphaericus (Linnaeus, 1767)
- Scirtes orbicularis (Panzer, 1793)

## Billeder
- Cyphon coarctatus
- Cyphon padi
- Elodes minuta (Lys bækbille) er almindelig i Danmark
- Microcara testacea (Stor sumpbille) er almindelig i Danmark
- Odeles marginata
- Scirtes hemisphaericus